# Linetta Wilson
Linetta Wilson (* 11. Oktober 1967 in Pasadena, Kalifornien) ist eine ehemalige US-amerikanische Sprinterin, die sich auf den 400-Meter-Lauf spezialisiert hatte.
Bei den Olympischen Spielen 1996 in Atlanta wurde sie im Vorlauf der 4-mal-400-Meter-Staffel eingesetzt und trug so zum Gewinn der Goldmedaille durch das US-Team bei.
Für die University of Nebraska startend wurde sie 1987 NCAA-Meisterin im 400-Meter-Hürdenlauf und NCAA-Hallenmeisterin über 500 Meter.

## Persönliche Bestzeiten
- 400 m: 51,02 s, 17. Juni 1996, Atlanta
  - Halle: 52,52 s, 13. Februar 1988, Lincoln
- 400 m Hürden: 55,38 s, 2. Juni 1989, Provo